# Kundzie Dzialpo
Kulayarāja Tantra, tyb. Kundzie Dzialpo (tyb.: ཀུན་བྱེད་རྒྱལ་པོའི་རྒྱུད་, Wylie: Kun-byed Rgyal-po'i Rgyud, pol.: Wszystko Stwarzający Król), jest buddyjskim tekstem tantrycznym, który skupia się na bezpośrednich naukach o pierwotnym, ostatecznym Buddzie (Adibudda), Samantabhadrze. Samantabhadra jest w tym tekście prezentowany, czy personifikowany jako bodhi-citta, Przebudzony Umysł, "umysł pierwotnej czystości". W Kundzie Dzialpo, Samantabhadra rozmawia z Wadźrasattwą, który prosi o wyjaśnienia. To tantryczne dzieło pochodzi z Serii Umysłu (Wylie: sems sde) tradycji Dzogczen szkoły Nyingma.

## Nazwa
Pełny tytuł oryginalnego dzieła w sanskrycie to Sarvadharma Mahasandhi Bodhichitta Kulayarāja Tantra (tyb. fonet. Chö Tamched Dzogpa Chenpo Changchub Kyi Sem Kunjed Gyalpo)

## Streszczenie
W Kulayarāja Tantrze, Samantabhadra mówi, że On, "Wszystko Stwarzający Król", jest esencją wszystkich rzeczy, istot i wszystkich Buddów i że znać Go, Przebudzony Umysł, to osiągnąć esencję Rzeczywistości.
Dla odczuwającej istoty rozpoznać swoją własną Bodhicittę lub Buddę Samantabhadrę (wiecznie istniejącego) to osiągnąć wyzwolenie. Ponieważ odczuwające istoty i wszystkie zjawiska powstają z powodu Bodhicitty lub Umysłu Doskonałej Czystości, Samantabhadra odnosi się do nich w swoich naukach, jako do swoich "dzieci". Samantabhadra twierdzi:

"Jesteście Moimi dziećmi i jesteście równi Mnie. [...] Ponieważ wszystkie rzeczy nie istnieją na zewnątrz Mnie, z całą pewnością twierdzę, że Jestem wszystkim"
Samantabhadra także podkreśla: 

"[...] wszystko jest Mną, Wszystko Stwarzającym Władcą, umysłem pierwotnej czystości. [...] Jestem przyczyną wszystkich rzeczy. [...] Nie ma innego Buddy poza Mną, Wszystko Stwarzającym."
Ostateczna podstawa rzeczywistości, Budda Samantabhadra, zwana także Rigpą, znajduje się we wszystkich istotach i można ją zrealizować. Jest ona mądrością, nieśmiertelną esencją, która jest poza myślami i która przenika naturę umysłu i wszystkich zjawisk. Jest spontaniczną, przekraczającą myśli natychmiastową obecnością, wszystko obejmującą świadomością.

## Komentarze
- Longczenpa napisał komentarz do tej tantry, zatytułowany: byang chub kyi sems kun byed rgyal po'i don khrid rin chen sgru bo. Angielskie tłumaczenie: Lipman & Peterson (1987)